# Ampithoe kulafi
Ampithoe kulafi är en kräftdjursart. Ampithoe kulafi ingår i släktet Ampithoe och familjen Ampithoidae. Inga underarter finns listade i Catalogue of Life.